# Sacha Kleber Nyiligira
Sacha Kleber Nyiligira, född 31 december 1996 i Oslo i Norge, är en norsk skådespelare. Han spelar rollen som Mahdi Disi i dramaserien SKAM, som sänds på NRK. Han gjorde som barn skådespelardebut i filmen Målvakten i Liverpool från 2010.